# Laphria terraenovae
Laphria terraenovae är en tvåvingeart som beskrevs av Macquart 1838. Laphria terraenovae ingår i släktet Laphria och familjen rovflugor.
Artens utbredningsområde är Newfoundland. Inga underarter finns listade i Catalogue of Life.